# محمدتقی اسماعیلی
محمدتقی اسماعیلی مشهور به میرزا تقی‌خان (زاده ۱۰ خرداد ۱۳۱۶ در قم)روزنامه‌نگار، طنزپرداز، فیلمنامه‌نویس است. او از روزنامه‌نگار و طنزپردازن قدیمی ایران است که در مجله توفیق قلم می‌زده است و مجموعه تلویزیونی و فیلم سینمای «خانه قمرخانم» از آثا مشهور اوست.

## زندگی
او خرداد ۱۳۱۶ در قم به دنیا آمد و در پنج سالگی به همراه خانواده به تهران مهاجرت کردند. از ۱۴ سالگی کار کرده، همراه با کار درس خوانده و دانش‌آموخته رشته جامعه‌شناسی از دانشگاه تهران است. محمدتقی اسماعیلی در سال ۱۳۴۱ خورشیدی جذب مؤسسه مطبوعاتی کیهان به مدیریت مصطفی مصباح‌زاده شد بعد از چند سال مسئولیت دبیری سرویس شهرستان‌های کیهان را به عهده گرفت که با بیش از ۲۰ عضو بزرگ‌ترین بخش تحریریه این روزنامه محسوب می‌شد. به گفته «اسماعیلی تا آستانه انتقال قدرت سیاسی به روحانیت شیعه در سال ۱۳۵۷ در همین سمت باقی ماند. او همزمان با اداره سرویس شهرستان‌ها یک ستون ثابت طنز هم در کیهان داشت که عنوان «یادداشت‌های پشت چراغ قرمز» را برای آن برگزیده بود. مجموعهٔ این یادداشت‌ها در ایران برای چاپ آماده شده بود که ناشر مدعی شد متن تصحیح شده و آمادهٔ انتشار آن گم شده‌است!» محمدتقی اسماعیلی از معدود طنزنویسانی ست که بیش ز ۶۰ سال ست می‌نویسد.

## فعالیت در زمینه طنز
او طنزنویسی را در سال ۱۳۳۷ خورشیدی با هفته‌نامه توفیق آغاز کرد. چند سال بعد، همراه با منوچهر محجوبی،‌ هادی خرسندی، غلامعلی لطیفی، بهمن رضائی، محمد پورثانی، خسرو شاهانی، منوچهر احترامی و ملک‌نیا که جزو معدود طنزنویسان آن زمان بودند، در اعتراض به سیاست‌های برادران توفیق (حسن، حسین و عباس توفیق) این نشریه را ترک کردند. این گروه هفته‌نامه طنز به عنوان پیوست مجله «تهران مصور» به نام «کشکیات» را منتشر کردند که دوام طولانی نیاورد. اعضای گروه پس از ترک «کشکیات» به مجله «کاریکاتور» به مدیریت محسن دَوَلّو پیوستند و موفقیت بزرگی این نشریه پیدا کرد.

## نظرت دیگران
- جواد طالعی «در روزگاری که کم و بیش با انسان‌های تک‌بعدی روبرو هستیم، خوشحالم که می‌توانم دربارهٔ آقای اسماعیلی به عنوان یک انسان حداقل سه‌بعدی و بلکه چهاربعدی صحبت کنم. او تنها طنزپرداز و نویسندهٔ سریال‌های پرطرفدار تلویزیونی چون "خانه قمرخانم" نبود و نیست که ۷۸ هفته به نمایش وضعیت گروه‌های گوناگون اجتماعی می‌پرداخت. اسماعیلی حدود ۶۰ سال پیشینهٔ کار ژورنالیسم ارشد دارد. به این معنی که او تنها در روزنامه‌ها و مجلات توفیق، کشکول و کیهان، نویسنده نبود بلکه افزون بر این هم مدیریت می‌کرد و هم فعالیت پربار سندیکایی داشت".» جواد طالعی[۴]
- سعید حریری «آقای اسماعیلی با استفاده از شعر شاملو (“دهانت را می بویند مبادا گفته باشی دوستت دارم”) طنز زیبایی با عنوان “سگ را در پستوی خانه نهان باید کرد” نوشته و همه را دعوت کرد که این طنز را بخوانند.»[۵]

## فیلمنامه‌ها
- ۱۳۴۷- خانه قمر خانم (مجموعه تلویزیونی) این مجموعه تا سال ۱۳۵۰ ساخته می‌شد[۶] و از تلویزیون ملی ایران پخش می‌شد. این مجموعه کارگردانان متعددی داشت. محمدعلی کشاورز، فخری خوروش، سهراب اخوان، محسن هرندی، برهان آزاد
- ۱۳۵۱- خانه قمر خانم فیلمی به کارگردانی بهمن فرمان آرا. براساس طرحی از محمد آذری.[۷]

## کتاب‌ها
از اسماعیلی تا کنون پنج کتاب منتشر شده‌است.
1. آدم‌های زیادی
2. شما چند می‌ارزید
3. شیرین‌تر از تلخ
4. تا دروغی دیگر
5. بوی خوش طنز[۹]

## مقالات و طنزها
از هنگامی که اسماعیلی در مجله توفیق شروع به کار کرد تا همین چند سال پیش که در شهروند تورنتو قلم می‌زدند طنزهای زیادی از ایشان منتشر شده‌است. که برخی از آن‌ها را اینجا می‌آوریم.
- ۲۰۱۶ - بنّای مسلمانی که مسیحی شد![۱۰]
- ۲۰۱۹ - نقش طنز، جوک و لطیفه دراجتماع[۱۱]
- ۲۰۲۱ - بهتر نیست شما هم سکوت کنید؟[۱۲]